# Ramsey (Walia)
Ramsey (wal. Ynys Dewi) – brytyjska wyspa położona w Walii (hrabstwo Pembrokeshire) na Morzu Celtyckim. Znajduje się w obrębie Parku Narodowego Pembrokeshire Coast.

## Transport i zabudowa
Na wyspę kursują promy z St Justinian. Na wyspie jest mały sklep, m.in. z przekąskami. Zabudowania tworzy jedna farma - Ramsey Farm.

## Przyroda
Obszar wyspy charakteryzuje się najwyższymi klifami w Walii, które osiągają wysokość do 120 metrów. Najwyższe punkty wyspy to szczyty Carn Ysgubor i Carn Llundain, z których widok obejmuje m.in. wyspę Skomer. Wyspa jest rezerwatem przyrody Królewskiego Towarzystwa Ochrony Ptaków. Na wyspie zamieszkują ptaki, m.in.: skowronek, kruk, myszołów, sroki, fulmarus i rissa. Ptaki rozmnażają się na klifach, szukając głębokich szczelin i jaskiń, w których budują gniazda. Na brzegach pojawiają się foki szarytki morskie. Wyspa porastają kolorowe łąki, z dzwonkami i wrzosem.

## Kaplica
Miejsce kaplicy świętego Tymoteusza było ukazane na drugiej edycji mapy Ordnance Survey z 1908. Istniało tu wczesnośredniowieczne miejsce kultu chrześcijańskiego. Budynek został odbudowany w 1963 wraz z istniejącym tu wcześniej cmentarzem. Kaplica św. Tymoteusza została udokumentowana jako kapliczka w St Davids około 1600, kiedy została opisana jako zniszczona. Kaplica może być jedną z dwóch na wyspie - druga prawdopodobnie poświęcona była św. Justynowi Męczennikowi i znajdowała się na południowym krańcu wyspy.